# Andrea Collinelli
Andrea Collinelli (* 2. Juli 1969 in Ravenna) ist ein ehemaliger italienischer Radsportler, der insbesondere im Bahnradsport erfolgreich war.

## Sportliche Laufbahn
1991 und 1992 gewann er den nationalen Titel in der Einerverfolgung der Amateure. 1995 gewann Andrea Collinelli in Bogotá erstmals eine Weltmeisterschaftsmedaille. Er wurde Zweiter in der Einerverfolgung, wobei er im Finale Graeme Obree mit einer halben Sekunde Rückstand unterlag. Bei den Olympischen Sommerspielen 1996 in Atlanta gewann er die Goldmedaille in der 4000-Meter-Einerverfolgung und erreichte mit der Mannschaft den vierten Platz. Im selben Jahr gewann er bei der Bahn-WM in Manchester zwei weitere WM-Medaillen: Gold in der Mannschaftsverfolgung (mit Adler Capelli, Cristiano Citton und Mauro Trentini) und Silber in der Einerverfolgung. Bei den Bahn-Weltmeisterschaften 1997 in Perth war er wiederum zweimal erfolgreich. Er holte den Weltmeistertitel mit der Mannschaft (mit Mario Benetton, Capelli und Citton) sowie Bronze in der Einerverfolgung. 1998 in Bordeaux kamen zwei weitere Medaillen hinzu, Silber im Zweier-Mannschaftsfahren (Madison, mit Silvio Martinello) und nochmals Bronze in der Mannschaftsverfolgung (mit Benetton, Capelli und Citton).
Collinelli gewann darüber hinaus mehrere Sechstagerennen: 1997 in Bassano del Grappa, 1998 und 1999 in Grenoble, 1998 in Hyères sowie 1999 und 2000 in Fiorenzuola d’Arda. Hingegen konnte er im Straßenradsport nur wenige Erfolge feiern (zwei Etappensiege bei der Olympia’s Tour 1997).
2000 wurde Collinelli nach den italienischen Bahnmeisterschaften für zehn Monate wegen Dopings gesperrt, weshalb er auch nicht bei den Olympischen Spielen in Sydney starten konnte.